# دولنی کرالوویتسه
دولنی کرالوویتسه (به چکی: Dolní Kralovice) یک منطقهٔ مسکونی در جمهوری چک است که در ناحیه بنشوو واقع شده‌است. دولنی کرالوویتسه ۱۷٫۲۰ کیلومتر مربع مساحت و ۹۲۹ نفر جمعیت دارد.